# مایکل نلسون (بازیکن فوتبال)
مایکل نلسون (انگلیسی: Michael Nelson؛ زادهٔ ۲۳ مارس ۱۹۸۰) بازیکن فوتبال اهل بریتانیا است.
از باشگاه‌هایی که در آن بازی کرده‌است می‌توان به باشگاه فوتبال کیلمارنوک، باشگاه فوتبال نوریچ سیتی، باشگاه فوتبال بری، باشگاه فوتبال برادفورد سیتی، باشگاه فوتبال اسکانتورپ یونایتد، باشگاه فوتبال بارنت، باشگاه فوتبال بیشاپ اوکلند، باشگاه فوتبال لیک تاون، باشگاه فوتبال هیبرنین، باشگاه فوتبال کمبریج یونایتد، و باشگاه فوتبال هارتل پول یونایتد اشاره کرد.